# Щербак, Нина Феликсовна
Нина Феликсовна Щербак (род. 30 мая 1972, Ленинград) — российский прозаик, сценаристка, кандидат филологических наук, доцент кафедры английской филологии и лингвокультурологии Санкт-Петербургского государственного университета. Автор более 200 научных статей, руководитель более 30-ти научных проектов и грантов, совместно с зарубежными Университетами - партнёрами СПбГУ. В рамках программ по международному сотрудничеству читала лекции по герменевтике, психолингвистике, зарубежной и русской литературе, философии в Свободном Университете Берлина (Германия), Эдинбургском Университете (Великобритания), Лозаннском Университете (Швейцария), Университете Павла Шафарика (Словакия), Университете Авейро (Португалия), Университете Бейра Интериор (Португалия), Университете Ювяскюля (Финляндия) (2018-2021) .
Инициатор и руководитель онлайн семинаров, совместно с СПбГУ и Китайским Университетом Технологий (июнь, 2022).
Читает лекции по русской культуре, литературе, искусстве в представительстве СПбГУ в Барселоне (Испания) (с 2022 г.).

## Биография
Закончила английское отделение филологического факультета СПбГУ в 1994 г. С 1994 года преподаватель кафедры английской филологии и лингвокультурологии СПбГУ. Училась и работала в Великобритании: Ланкастерский университет (магистратура по специальности «Методика преподавания иностранного языка» ELT, Королевская стипендия Queen’s Award, 1995—1996); Шеффилдский университет в должности «Лектор С-Петербурга» (преподаватель русского языка, 2001—2002 гг). В 2002 году работала корреспондентом газеты Лондон Инфо в Лондоне. В 2003—2004 гг. — переводчик на международных выставках: Гонолулу, Гавайи, США; Дели, Индия. Входила в шорт-лист переводчиков Американской Торговой Палаты. В 2015 году защитила кандидатскую диссертацию по теме «Анализ структурно-семантической модели ситуации с локативом home» (на материале англоязычных текстов") по специальности 10.02.04 — Германские языки. На филологическом факультете СПбГУ читает лекционные курсы по теории языка, лингвокультурологии, когнитивной лингвистике, дискурсу СМИ, литературоведению, страноведению Великобритании и США, истории европейской культуры.
Автор научно-популярных книг, статей, сценариев о русских поэтах и писателях серебряного века, Марине Цветаевой, Владимире Набокове, Сергее Есенине, Александре Блоке, Ирине Одоевцевой, Нине Берберовой, Георгии Иванове. Автор монографий и статей об англоязычной культуре и литераторах Артуре Конан Дойле, Джероме Сэлинджере, Эрнесте Хемингуэйе, Эмили Дикинсон
Автор художественной прозы и мемуарных повестей о современной жизни в России, Великобритании, США, Индии. Печатается как прозаик и литературный критик в различных периодических изданиях, таких как журнал «Звезда», входящих в состав Журнального зала, литературно-художественных альманахах, научных периодических изданиях.
Печаталась в изданиях литературного объединения «ЛИТО ЛЭТИ», журнале Топос.
Автор сценария более сотни передач телеканала «Культура» (цикл телепередач «Место и время», «Неизвестный Петергоф» и пр.).

## Избранные труды
Повести, рассказы, эссе
- «Роман с филфаком». Повесть. (литературно-художественный журнал Звезда, 2010, № 10)[11]: дневниковая проза, «филологический роман»[12], «о страстях, которыми обуреваемо современное студенчество, об их нравах»[13]. Входит в Национальный корпус русского языка; анализируется в научных работах по теории языка[14][15][16][17][18]
- «Русские женщины глазами востока» (литературно-художественный журнал Звезда, 2015, № 8)[19],
- «Эхо войны в творчестве Сэлинджера» (литературно-художественный журнал Звезда, 2015, № 9)[20].
- «Мерцающие сны». Повесть. (литературно-художественный журнал Звезда, 2016, № 7)[21][22]
- «Легкое пламя». (Триллер для двоих)". М.: Чехов, 2017 ISBN 978-5-905963-67-4[23]
- «Островитянки: английский женщины-литераторы, традиция и современность» (литературно-художественный журнал Звезда, 2017, № 9)[24]
- «Дыхание звука, или Акустическая алхимия: к вопросу о прагматических функциях речевого акта молчания». Новое Литературное Обозрение. № 148 (6/2017)[25].
- «Повесть Джерома Сэлинджера "Над пропастью во ржи". Литературно-публицистический журнал "Новый берег", выпуск 64. Копенгаген, 2018[26]
- «Я тебя не вспоминаю (Эссе о Георгии Иванове и Ирине Одоевцевой)». Литературно-публицистический журнал "Новый Берег", Копенгаген, 2018. № 63 [27]
- «Литературный Оксбридж». Литературно-художественный журнал "Звезда", номер 3, 2019 [28]
- «Anglophone (European and American) Fiction. A Review/Англоязычная (Европейская и Американская Литература). Краткий обзор». Ottawa: Accent Graphics Communications, 2020. 74 p
- «Рассказы и новеллы». Accent Graphics Communications,  2020. 109 p
- "Спрятанные сокровища". Импрессионисты и другие коллекции. Государственный Эрмитаж". Эссе. Москва, 2025

Книги:
- «Самая престижная школа в Лондоне, или Загадка новорусского подростка»/ Молодой Петербург. Стихи и проза. СПб: Изд-во писателей «Дума», 2003 ISBN 5-901800-43-5(1000 экз.)
- «Танго втроем: В ритме разлуки», М.: Изд-во «Астрель», 2009. −224 с. ISBN 978-5-17-046448-7 (5000 экз.)
- «Кумиры. Истории великой любви: любовь поэтов Серебряного века». Изд-во «Астрель-АСТ», 2012; ISBN 978-5-271-40661-4; ISBN 978-5-9725-2226-2; ISBN 978-5-226-04963-7 (тираж 3000 экз.)[29]
- «Учебное пособие к роману Джерома Д. Сэлинджера „Над пропастью во ржи“». СПб: Издательство СПбГУ, 2015. ISBN 978-5-8465-1503-1
- "Конан Дойл: Шерлок Холмс. Лучшие повести и рассказы: М.: изд-во «АСТ», 2015. — 426 с. ISBN 978-5-17-088169-7 (тираж 3000 экз.)[30][31]
- «Рассказ Конан Дойла „Знак четырёх“: комментарии. Linguistic and Cultural guide to the Sign of the Four by Conan Doyle». Чехов: ЦоиНК, 2015; ISBN 978-5-905963-30-8
- «Повесть Артура Конан Дойла „Этюд в багровых тонах“: Комментарии. Linguistic and Cultural guide to the Study in Scarlet».Чехов: ЦоиНК, 2016; ISBN 978-5-905963-56-8
- «Эрнест Хемингуэй. Старик и море. Праздник, который всегда с тобой». Мировые шедевры. Иллюстрированное издание, М.:изд-во «АСТ», 2016. — 333 c, ISBN 978-5-17-095820 (3000 экз.)[32]
- «Сергей Есенин. С белых яблонь дым. Лучшие стихи и биография»". Мировые шедевры. Иллюстрированное издание, М.:изд-во «АСТ», 2017. — 314 c, ISBN 978-5-17-102339-3 (2500 экз.)[33][34]
- «Рассекая волны: из истории британской и американской литературы (Breaking the waves: A history of British and American literature)». Чехов, 2017 ISBN 978-5-905963-63-6
- «Немного тени на жёлтом песке» (курс лекций «Современные лингвистические, психолингвистические, литературоведческие учения: точки соприкосновения и тенденции развития»). Чехов, 2017 ISBN 978-5-905963-64-3
- «Неземное сиянье: Малые музеи Санкт-Петербурга. Петербург. Время и место»//Я поведу тебя в музей. Истории, рассказанные музейщиками России. Москва: АСТ, 2017 ISBN 978-5-17-104087-1[35]'
- "Дом Набокова", (со - авторы В. В. Аствацатурова, В. С. Торбик, Н. С. Курганов, Т. А. Неуймина). Издательство СПбГУ, С-Петербург, 2023 ISBN 978-5-288-06334-3 (2000 экз.)

Поэтические сборники (вступ. статья, составление, комментарии):
- «Александр Блок: Незнакомка». СПб.: изд-во «Астрель-Аст». 2012. — 255 с. ISBN 978-5-17-071117-8 (3 000 экз.)
- «Лучшие стихи Серебряного века о любви». М.: АСТ, Астрель, 2011. — 350 с. ISBN 978-5-17-073901-1; ISBN 978-5-271-35709-1 (5000 экз.)
- «Шедевры мировой поэзии о любви и весне». М.: Астрель, 2012. — 350 с. ISBN 978-5-271-43014-5 (2500 экз.)
- «Я Вас любил. Лучшие стихи Золотого века о любви»; СПб.: изд-во «Астрель-Аст». 2011. ISBN 978-5-17-075787-9, 978-5-271-37794-5 (5 000 экз.)
- Лучшие стихи Золотого века о любви. За все, за все тебя благодарю я. СПб: Изд-во «АСТ», 2011. 256 с. ISBN 978-5-271-39219-1 (5 000 экз.)[36][37][38]
- «Серебряный век, женская лирика»;СПб.: изд-во «Астрель-Аст». 2012. — 254 с. ISBN 978-5-271-41462-6 (5 000 экз)
- «Поэтессы Серебряного века». СПб.: изд-во «Астрель-Аст». 2013 ISBN 978-5-271-40642-3[39]
- «Великие поэты мира о любви и весне», СПб.: изд-во «Астрель». 2012. ISBN 978-5-271-43878-3 (3 000 экз.)
- «Великие поэты о превратностях любви», СПб.: изд-во «Астрель». 2012. ISBN 978-5-271-39995-4 (4000 экз.)
- «Поэзия серебряного века. Среди миров в мерцании светил»; СПб.: изд-во «Астрель». 2013. — 254 с. ISBN 978-5-17-072911-1 (2000 экз.)
- «Марина Цветаева. Под лаской плюшевого пледа»; СПб.: изд-во «Астрель-Аст». 2011. ISBN 978-5-271-39232-0 (5000 экз.)
- «Анна Ахматова, Марина Цветаева. Легко обо мне подумай, легко обо мне забудь»; СПб.: изд-во «Астрель-Аст». 2011 ISBN 978-5-17-074513-5, 978-5-271-36222-4 (4000 экз.)
- «Владимир Маяковский. Ноктюрн на флейте водосточных труб»; СПб.: изд-во «Астрель-АСТ». 2011. ISBN 978-5-17-076664-2, 978-5-271-38509-4 (4 000 экз.)
- «Владимир Маяковский. Любит? не любит? Я руки ломаю». М.: Астрель, 2012. — 254 с. ISBN 978-5-271-39838-4 (5 000 экз.)
- «Лучшие поэты мира о любви»; СПб.: изд-во «Астрель-Аст». 2012.- 256 с. ISBN 978-5-17-072348-5 (8 000 экз.)
- «Что пройдет, то будет мило. Стихи и сонеты о любви»: СПб.: изд-во «Астрель-Аст». 2012. 350 с. ISBN 978-5-271-39222-1 (5 000 экз.)
- «Николай Гумилев. Я печален печалью разлуки». М.: Аст, 2013 ISBN 978-5-17-072912-8 (5 000 экз.)[40]

Электронные версии книг:
- «Кумиры. Истории великой любви: любовь поэтов Серебряного века». Изд-во «Астрель-АСТ», 2012; ISBN 978-5-271-40661-4; ISBN 978-5-9725-2226-2; ISBN 978-5-226-04963-7 (тираж 30 000 экз.)[29][41]
- Лучшие стихи Золотого века о любви. За все, за все тебя благодарю я. СПб: Изд-во «АСТ», 2011. 256 с. ISBN 978-5-271-39219-1[36][37]
- «Поэтессы Серебряного века». СПб.: изд-во «Астрель-Аст». 2013 ISBN 978-5-271-40642-3[39][42]
- «Легкое пламя. Триллер для двоих». Montreal, 2017[43][44][45]
- «Сергей Есенин. С белых яблонь дым. Лучшие стихи и биография». Мировые шедевры. Иллюстрированное издание, М.:изд-во «АСТ», 2017. — 314 c, ISBN 978-5-17-102339-3 (2500 экз.
- «И ее чувство снега (фантазия экспромт)». Montreal, 2018
- «Anglophone (European and American) Fiction. A Review/Англоязычная (Европейская и Американская Литература). Краткий обзор». Ottawa: Accent Graphics Communications, 2020. 74 p
- «Рассказы и новеллы». Accent Graphics Communications, 2020. 109 p.
- Критский. Сборник рассказов, Accent Graphics Communication, 2023
- Крейслер и его встречи. Сборник рассказов, Accent Graphics Communication, 202
- Эйфория и тени. Сборник рассказов. – Чехов: ЦОиНК. 2025
- Материнское сердце. Сборник рассказов. Москва: Неформат, 2025
- Ирина Димура. Нина Щербак. "Песчаный хронометр". Москва: Неформат, 2025
- Фермата Лауры. (Материнское сердце-2). Москва: Неформат, 2025

Научные комментарии:
- В соавторстве: "Современные записки: общественно-политический и литературный журнал. Репринтное комментированное издание. В 70 томах. Т.1. Под редакцией М. Н. Виролайнен, С. В. Куликова, СПб.: «Петрополис», 2010. (1000 экз.)

## Отзывы, рецензии, обзоры
Борис Кутенков, поэт, литературный критик:

«Ориентация на филологическую аудиторию подтверждается и названием дневниковой повести Нины Щербак „Роман с филфаком“. Дневник интеллигентной студентки филфака, каждой главе которого предпосланы стихотворные эпиграфы, пронизан множеством литературных имён и реминисценций. Атмосфера одухотворённости, с которой написано произведение, рождает почти бунинское ощущение „лёгкого дыхания“»— Борис Кутенков
Василий Костырко, литературный критик:

У «Звезды» лимит на интеллектуальность неисчерпаем, это в очередной раз подтверждают два летних номера журнала. В седьмом номере опубликованы главы из повести Нины Щербак «Мерцающие сны» (в названии каждой из четырёх частей — имя мужчины). Главная героиня повести Вера из Санкт-Петербурга, сотрудница филфака, тонкая и глубокая натура, свою любовь ищет сначала в Англии, а потом в России. Эта история обманутых ожиданий, большой практический опыт в «эпоху нулевых», миллионеры, дорогие шубы, бриллианты и т. д. — все это очень близко и знакомо. Доступное изложение, современный язык, точно, пронзительно — несомненно повесть будет пользоваться вниманием читателей".— Василий Костырко
Евгения Щеглова, литературный критик:

Любопытен очерк Нины Щербак «Самая престижная школа в Лондоне, или Загадка новорусского подростка» («Звезда», № 6). Текст построен на сопоставлении двух человеческих типов: воспитанного в немыслимой роскоши отпрыска новых русских, замкнутого и полудикого от одиночества, — и англичанина средних лет, терпимого, искреннего, непосредственного и отзывчивого. Для автора именно Джон воплощает в себе национальный английский тип — истинного джентльмена. В то время как сыну нуворишей, несмотря на все усилия английских педагогов, никак не удается стать по-настоящему воспитанным человеком. Видимо, ментальность иная…— Евгения Щеглова, "Континент", 2003
Андрей Василевский, литературный критик, главный редактор журнала «Новый Мир»:

 Нина Щербак. Эхо войны в творчестве Сэлинджера. — «Звезда», Санкт-Петербург, 2015, № 9. Среди прочего: "Теплые чувства к Хемингуэю как человеку у Сэлинджера не распространялись автоматически на его творчество. Неслучайно Холден так скептически отзывается о романе «Прощай, оружие!». «Меня отвращает, — объяснял Сэлинджер, — превознесение как высшей добродетели голой физической отваги, так называемого мужества. Видимо, потому, что мне самому его не хватает»— Андрей Василевский, главный редактор журнала "Новый Мир", №1, 2016

## Сценарии
Литературные версии киносценария
«Танго втроем: В ритме разлуки», М.: т/к «Россия», Изд-во «Астрель», 2009. ISBN 978-5-17-046448-7 (5000 экз.)
Сценарии
Автор сценария более 100 телепередач т/к «Культура».
Автор документального фильма «Хрустальные дожди, Татьяна Пилецкая», о засл.арт. РСФСР Татьяне Пилецкой, ведущий: нар.артист России И.Краско, реж. Е.Плугатырева.
Автор сценария цикла передач «Неизвестный Петергоф», ведущий проф. Б. В. Аверин.
Автор сценария цикла передач «Место и время». Ведущий нар. артист России А.Толубеев, нар. артист России В. Дегтярь, режиссёр Е.Плугатырева. В 2002 году, к празднованию 300-летия Санкт-Петербурга, телеканал «Культура» начал проект «Петербург: время и место», цикл передач, в котором история Санкт-Петербурга, представленная рассказами об отдельных строениях и о частных судьбах, меняется днем сегодняшним. Основа сюжета каждого выпуска — эссе, отправной точкой которого является некое событие, четко определённое в пространстве и во времени — те самые «время и место». Это происшествие, в которое вовлечены персонажи петербургского мира — архитекторы, писатели, ученые, художники, путешественники, композиторы, политики. В этой передаче ведущий актёр, переодеваясь, играет то одного, то другого исторического и литературного персонажа, одновременно о них рассказывая. Премьера цикла состоялась 5 сентября 2002 года. Государственная премия за 2003 год вручена творческому коллективу циклов телевизионных передач канала «Культура»: «Малые музеи Санкт-Петербурга», «Петербург: время и место».
Автор сценария:
- «Сияние порфир. Великая княгиня Ольга Александровна»[54],
- «Город Муз»,
- «Астрономический музей Пулковской Обсерватории»,
- «Триумфальная арка»[55],
- «Казанский собор»[56],
- «Театральный музей»,
- «Музей-мастерская Тараса Шевченко. Академия Художеств»,
- «Холодно ходить по свету», (в соавторстве с Вл. Соболем),
- «Музей Связи»,
- «Музей Почвы»,
- «Аничков Дворец»,
- «Театральная академия»,
- «Музей сновидений Зигмунда Фрейда»,
- «Петропавловская крепость. Комендантский дом»,
- «Особняк Румянцева»,
- «Александр Глазунов»,
- «Музей Санкт-Петербургского государственного университета»,
- «Суйда — преданья темной старины»[57]
- «Тени Константиновского дворца»[58]
- «Замок русского Гамлета»[59]

## Награды
- Королевская стипендия (Великобритания, 1995)[источник не указан 2874 дня]
- Премия журнала Звезда, 2003[60][61][62][63]
- Лауреат Премии СПбГУ "За педагогическое мастерство", 2022[64]
- Лауреат Премии "Влиятельные женщины С-Петербурга"-2023 по версии газеты "Деловой Петербург"[65]
- Лауреат Премии СПбГУ "За учебно-методическую работу", 2023[66]
- Лауреат Премии "Золотые имена Высшей школы" (за достижения в просветительской деятельности), 2024 [67]
- Лауреат Премии "За инновационный образовательный контент", международный кинофестиваль КиноИнтеллект, Москва, 2025[68]

## Интервью, телевизионные ток-шоу
- Телеканал ЛОТ. Владимир Набоков[69].
- Интервью газете Лит-рa. Инфо[70].
- Рассказ Сэлинджера «Перед самой войной с эскимосами»[71].
- Интервью журналу «Клаузура»[72][73]
- Интервью журналу филологического факультета СПбГУ «Маяк на колесах». № 4, 2016. С.14-18[74].
- Телеканал «Культура». Игра в бисер с Игорем Волгиным. Артур Конан Дойл. «Собака Баскервилей». Эфир 03.12.2016[75][76][77].
- Телеканал «Культура». Игра в бисер с Игорем Волгиным. «Трое в одной лодке…» Эфир 11.04.2017[78][79].
- Телеканал «Культура». Игра в бисер с Игорем Волгиным. «Поэзия Константина Бальмонта». Эфир от 28.10.2017, 02.11.2017[80].
- Интервью газете "Лит-ра" от 19 апреля 2025